# 895
895(팔백구십오)는 894보다 크고 896보다 작은 자연수다.

## 수학
- 합성수로, 그 약수는 1, 5, 179, 895다. 진약수의 합은 185이므로, 895는 부족수다.

## 과학
- NGC 895(영어판): 고래자리 방향에 있는 나선은하.

## 교통
- 895번 지방도: 전라남도 보성군 회천면 회령리에서 벌교읍 추동리까지 이어지는 대한민국의 지방도.

## 군사
- 895 해군 항공대(영어판): 과거 존재한 영국의 해군 항공대.

## 문화유산
- 대한민국의 보물 제895호: 제왕운기

## 기타
- 연도: 895년, 기원전 895년